# Cristianesimo in India
Il Cristianesimo in India è la terza religione maggiormente professata (dopo l'induismo e l'islam); sulla base del censimento svoltosi nel 2011 esso conta 27.816.588 fedeli, che vengono a costituire il 2,30% della popolazione totale della nazione. Un certo numero di opere scritte da autori dell'Oriente cristiano affermano che il primo cristianesimo sia stato introdotto inizialmente in India da Tommaso apostolo il quale visitò Muziris in Kerala  nell'anno 52 con l'intento di diffondere il vangelo tra gli insediamenti ebraici ivi sorti da tempo, per poi stabilirvisi e morire martire. Nel resto del subcontinente indiano il cristianesimo è stato introdotto tramite l'attività dei missionari occidentali.
Anche se le origini del cristianesimo in India rimangono poco chiare, vi è un consenso generale degli studiosi sul fatto che questa fede sia stata introdotta storicamente con certezza a partire almeno dal VI secolo, tra cui vi erano alcune comunità che utilizzavano liturgicamente la lingua siriaca, pur rimanendo possibile che l'esistenza di tal religione possa estendersi indietro nel tempo fin quasi ad arrivare al I secolo; stabilendosi così in India meridionale ancora prima che l'allora impero romano in Europa fosse del tutto cristianizzato.
A tutt'oggi i cristiani sono presenti nell'intero territorio indiano e fanno praticamente parte di tutti i ceti sociali, ma con una maggior concentrazione ed ampio seguito in alcune zone del sud, lungo la costa del Konkan (dalla baia di Mumbai a Mangalore) e nel Nord-Est. I cristiani indiani hanno contribuito in modo significativo nel corso dei secoli allo sviluppo e all'integrazione sociale dei propri membri e sono ben rappresentati in vari ambiti della vita nazionale; essi hanno espresso alcuni tra i principali ministri, governatori e commissari elettorali. Infine figurano per aver il rapporto numericamente più equo fra sessi fra le varie comunità religiose presenti in India.
Il cristianesimo indiano assume diverse denominazioni. Lo stato del Kerala è storicamente sede dei cristiani di san Tommaso, antica comunità che inizialmente professava il cristianesimo siriaco orientale, che tuttora è suddiviso in differenti chiese e tradizioni. Vi sono due chiese cattoliche di rito orientale che si rifanno ai cristiani di san Tommaso: la chiesa cattolica siro-malabarese e la chiesa cattolica siro-malankarese. Vi sono anche diverse chiese ortodosse orientali autocefale o autonome, tra cui la Chiesa ortodossa siriaca del Malankara, la Chiesa cristiana siriaca giacobita e la Chiesa siro-malankarese Mar Thoma.
Dal XIX secolo in poi sono state presenti ed attive alcune chiese appartenenti al protestantesimo; le maggiori denominazioni di queste sono la Chiesa dell'India del Sud, la chiesa dell'India del Nord, la chiesa presbiteriana dell'India, inoltre seguaci del battismo, del luteranesimo, dell'Assemblea dei fratelli di Plymouth, della comunione anglicana tradizionale, dell'evangelismo, metodismo e pentecostalismo, oltre ad altri gruppi non confessionali.
Il cattolicesimo latino è stato introdotto in terra indiana dai portoghesi (gesuiti in particolare), italiani e irlandesi, a partire dal XVI secolo, mentre il protestantesimo è stato successivamente diffuso dai missionari inglesi, statunitensi, tedeschi e scozzesi. Queste missioni protestanti sono state anche responsabili della prima introduzione in India dell'educazione di stampo anglosassone, oltre ad essere autori delle prime traduzioni della Bibbia nelle varie lingue dell'India. Infine la Chiesa di Gesù Cristo dei santi degli ultimi giorni (i mormoni) ha oltre dieci mila membri sparpagliati in diverse congregazioni: sono più diffusi nelle grandi città di Nuova Delhi, Hyderabad, Bangalore, Rajahmundry, Visakhapatnam, Chennai e Coimbatore. I Testimoni di Geova sono presenti in India sin dal primo dopoguerra; hanno al 2021 oltre 55.000 fedeli, che si radunano in 906 comunità.
Le chiese cristiane nel complesso gestiscono migliaia di scuole, di ogni ordine e grado, e di istituzioni ospedaliere, le quali contribuiscono in modo significativo allo sviluppo dell'intera nazione.

## Il primo cristianesimo in India

### San Bartolomeo
Di san Bartolomeo si tramanda l'evangelizzazione dell'«India Citerior». In altre parole, egli andò oltre la Persia spingendosi fino ai confini occidentali dell'India.
Esistono due antiche testimonianze sulla missione di san Bartolomeo apostolo in India, quella di Eusebio di Cesarea (inizio IV secolo) e di san Girolamo (fine IV secolo; De Viris Illustribus, capitolo III); entrambe riferiscono di questa tradizione, mentre parlano della visita condotta dal filosofo Panteno nelle Indie (forse solo Mesopotamia e Persia) durante il II secolo. Gli studi condotti da Fr AC Perumalil, SI, e da Moraes sostengono che la regione dell'odierna Mumbai, sulla zona costiera occidentale di Konkan, possa essere riconosciuta come l'antica città di Kalyan, il campo delle attività missionarie di Bartolomeo.

### San Tommaso
Secondo le tradizioni cristiane indiane Tommaso apostolo giunse nel paese Tamil di Tamilakam, attualmente nello stato indiano del Kerala, precisamente a Kodungallur (detta anche Muziris) e qui stabilì le prime sette chiese di coloro che saranno successivamente chiamati cristiani di san Tommaso, evangelizzando oltre che il Kerala anche ampi territori del Tamil Nadu.
Come accadde per la Storia del cristianesimo in età antica entro i confini di quello che era l'impero romano, si presume che inizialmente i principali convertiti, grazie all'opera di proselitismo compiuta, siano stati in gran parte ebrei appartenenti alla comunità di ebrei di Cochin (che si crede siano giunti in India meridionale attorno al 562 a.C. dopo la distruzione del Tempio di Salomone). Molti di questi ebrei presumibilmente parlavano l'aramaico, come del resto faceva anche San Tommaso che era ebreo di nascita, accreditato dalla tradizione come l'evangelizzatore dell'India.
Un'ipotesi storicamente più provata è quella proveniente da Eusebio di Cesarea, secondo cui si raccontava che Panteno, capo cristiano convertito appartenente alla scuola di esegesi di Alessandria d'Egitto, sarebbe andato in India durante il regno dell'imperatore Commodo e avrebbe trovato fra gli abitanti che sapevano di Cristo alcuni che già possedevano il Vangelo secondo Matteo in ebraico (di cui non si sa che relazione possa aver avuto con il Vangelo secondo Matteo greco). La lingua siriaca è un dialetto aramaico, che allora era spesso chiamato ebraico.
Un'opera siriaca del III secolo, presto conosciuta con il titolo di Atti di Tommaso collega la tradizione del ministero indiano di san Tommaso con due re, uno del nord e uno del sud della grande penisola. L'anno esatto del suo arrivo è ampiamente contestato a causa della mancanza di documenti che abbiano un minimo di credibilità. Secondo una delle leggende raccolte negli Atti, Tommaso era inizialmente riluttante ad accettare questa missione, ma finì poi con l'accompagnare in patria un commerciante indiano di nome Abbanes, nel nordovest del subcontinente indiano e là si trovò a servizio del sovrano del regno indo-parto Gondofare. Il ministero dell'apostolo avrebbe portato a molte conversioni in ogni parte del regno, tra i quali anche il re e suo fratello.
Gli Atti di Tommaso identificano anche una seconda missione dell'apostolo in terra indiana, in un regno del sud governato da un certo Mahadwa; secondo la tradizione della chiesa dei cristiani di san Tommaso, l'apostolo evangelizzò lungo la costa del Malabar in Kerala, uno stato dell'India sudoccidentale, anche se le chiese da lui fondate erano situate principalmente lungo il corso del fiume Periyar e dei suoi affluenti, oltre che lungo la zona costiera, là ove erano situate antiche colonie ebraiche.
Dopo aver predicato a tutte le categorie di persone, dai più umili ai nobili, ebbe migliaia di convertiti compresi i membri delle quattro principali suddivisioni castali (vedi sistema delle caste in India). Secondo il seguito della leggenda, Tommaso ottenne il martirio nel luogo dell'attuale monte di san Tommaso a Chennai ed è sepolto sul sito della basilica di San Tommaso.
La più antica struttura di una chiesa esistente al mondo, che si credeva esser stata costruita da San Tommaso nell'anno 57, è chiamata "Thiruvithamcode Arappally" (o Thomaiyar Kovil), così come fu nominata dall'allora re Udayancheral appartenente alla dinastia dei Chera (famiglia): si trova a Thiruvithankodu nel distretto di Kanyakumari. A tutt'oggi è considerata uno dei centri internazionali di pellegrinaggio sulle tracce di san Tommaso.
Anche ben poco si conosce dell'immediata fase di crescita della nuova chiesa. Bardesane (154-223) riferisce che al suo tempo vi erano tribù cristiane nell'India settentrionale le quali sostenevano di essere state convertite da Tommaso e di avere libri e reliquie che potevano dimostrarlo;di certo, al momento della costituzione dell'impero dei sasanidi (224-6) c'erano vescovi appartenenti alla chiesa d'Oriente nel nordovest dell'India, in Afghanistan e Belucistan (regione), con laici e membri del clero impegnati in attività missionaria.

### Missioni del IV secolo
L'India aveva un commercio fiorente con l'Asia centrale, il bacino del Mediterraneo e il Medio Oriente, sia lungo i valichi nel nord e il mare percorso lungo la costa occidentale e meridionale, ben prima dell'inizio dell'era cristiana, ed è probabile che certuni mercanti cristiani si stabilissero nelle città indiane lungo le rotte commerciali.
La cronaca di Seert (una storia ecclesiastica scritta in lingua araba da un anonimo scrittore nestoriano) descrive una missione di evangelizzazione compiuta in India dal vescovo David di Basra (l'attuale Bassora) attorno all'anno 300; questo metropolita eseguì molte conversioni ed è stato ipotizzato che la sua missione si dirigesse fino alle aree dell'India meridionale. Secondo il Manuale di Travancore un certo Tommaso di Cana, mercante e missionario mesopotamico, portò a compimento una missione in India nel 345 e, partendo da Baghdad giunse fino a Kodungallur.
Tommaso, assieme ad altri suoi compagni di fede, cercò poi rifugio presso la corte del re Cheraman Perumal della dinastia dei Chera (famiglia) dalla persecuzione dei cristiani da parte del re persiano Sapore II. Questa colonia di cristiani siriaci stabilitasi all'estremo sud indiano può essere definita la prima comunità cristiana dell'India del sud per il quale esiste una traccia scritta continua. L'autore TR Vedantham ha espresso il suo punto di vista sul cristianesimo essendo stato il primo a proporre nel 1987 l'ipotesi che Tommaso di Cana si era nel tempo confuso con l'apostolo Tommaso del I secolo divenendo, per i cristiani siriani indiani, qualche tempo dopo la sua morte il loro apostolo Tommaso dell'India.
Il primo dato storicamente documentato dell'arrivo di cristiani in India risale pertanto proprio al IV secolo. Nel 345 il catholicos di Seleucia-Ctesifonte inviò una missione sotto la direzione di Mar Thomas Cana (al secolo Thomman Knai o Kinayi, «Tommaso il Cananeo»), un commerciante giudeo-cristiano. Egli, accompagnato da un vescovo, Giuseppe di Uruk, e da settantadue famiglie ebreo-cristiane, sbarcò a Cranganore (oggi Kodungallur, in Kerala).
L'avvenimento era direttamente connesso con la difficile situazione religiosa nell'Impero sasanide, all'interno del quale erano state scatenate persecuzioni contro i cristiani. Nello stesso periodo, molti cristiani si trasferirono in India per sfuggire alle persecuzioni, specialmente dalla Mesopotamia (alto e basso corso dei fiumi Tigri ed Eufrate) e dal Khūzestān.

## Medioevo
Fin dal VI-VII secolo molti missionari partirono dalla Persia (Chiesa d'Oriente, rito siro-orientale) per evangelizzare l'India. Il rito liturgico trovato in uso fra i cristiani di san Tommaso all'arrivo dei portoghesi in India non era quello antiocheno (siro-occidentale) ma quello siro-orientale, l'Anafora di Addai e Mari, riconosciuta come la più antica ancora in uso.
Partendo dalla Mesopotamia, percorrendo la Via della seta, il cristianesimo raggiunse entro il III secolo il Kushan (regione ai confini con l'India), per poi penetrare nel subcontinente. Nel IV secolo la presenza di cristiani in India era una realtà. Il probabile centro d'irraggiamento del cristianesimo siriaco in India fu la città di Edessa.
Due monaci, forse nestoriani, predicavano il cristianesimo in India nel VI secolo, prima del contrabbando di uova di baco da seta dalla Cina verso l'Impero bizantino. La comunità dei cristiani di san Tommaso venne ulteriormente rafforzata dai vari coloni persiani immigrati, dalle colonie di knanaya risalenti al IV secolo, dai seguaci babilonesi del manicheismo, dagli insediamenti cristiani dei due vescovi "Mar Sabor e Mar Proth" nel IX secolo e da tutti gl'immigrati cristiani persiani dei secoli successivi.
I governati locali del Kerala concedettero ai cristiani vari diritti e privilegi che furono scritti su lastre di rame, conosciuti come Cheppeds, Royal Grants, Sasanam etc. Un certo numero di tali documenti impressi sul rame rimangono in possesso delle chiese siriane keralesi; questi includono i "Thazhekad Sasanam", le piastre di Quilon (dette anche piastre di Tharisapalli), i "Mampally Sasanam" e gli "Iraviikothan Chepped" ed altri. Alcune di queste piastre a forma di piatto sono databili al 774; gli esperti ne hanno studiato le iscrizioni e prodotto diverse traduzioni. Il linguaggio usato è quello dell'alfabeto Vatteluttu, lettere tamil mescolate con un po' di scrittura Grantha e Pahlavi, cufico ed infine con firme in ebraico.

## Distribuzione dei cristiani in India
Oggi i cristiani dell'India sono presenti:
- Nel Kerala, i cristiani erano nel 2011 più di 6 milioni (il 18,4% della popolazione); di essi, i cattolici costituivano il 59,0% (i siro-malabaresi il 38,2%, i latini il 15,2%, siro-malankaresi il 7,6%), mentre le due chiese miafisite erano rispettivamente l'8.0% e il 7,9% della popolazione.[42]
- La città di Chennai (stato del Tamil Nadu) è nota come il luogo dove morì l'apostolo San Tommaso. Il nome del santo è ancora oggi associato alla città: due sobborghi di Chennai si chiamano Santhome e Saint Thomas Mount.
- I cattolici latini sono presenti soprattutto a Goa (360.000 cristiani, un quarto della popolazione), in virtù delle conversioni operate durante il dominio coloniale portoghese;
- I protestanti si sono insediati nei tre stati di Meghalaya, Nagaland e Mizoram dove sono maggioritari, in Manipur dove costituiscono un terzo della popolazione e nelle aree tribali del resto dell'India, in virtù delle conversioni operate da missionari, soprattutto battisti, a partire dalla metà del XIX secolo.

## Leggi statali in materia religiosa
In 7 stati indiani sono tuttora in vigore norme che avversano la conversione dall'induismo verso le altre religioni. Tali stati sono:
1. Orissa (è stato il primo a proibire la conversione per legge, nel 1967)
2. Madhya Pradesh
3. Arunachal Pradesh
4. Gujarat
5. Rajasthan
6. Chhattisgarh
7. Himachal Pradesh.

## Uccisioni di cristiani
Lo Stato di Orissa fu il teatro di uno delle più violente serie di attacchi contro i cristiani mai avvenute in India: il 25 agosto 2008 furono uccisi numerosi cristiani nell'Arcidiocesi di Cuttack-Bhubaneswar, a seguito dell'assassinio del leader indù Swami Lakshmananda Saraswati. Nel corso di uno sciopero e degli scontri conseguenti, persero la vita 35 cristiani, mentre altri due fedeli vennero arsi vivi nei giorni successivi.

## Denominazioni delle Chiese cristiane in India

### Fino alla scissione dei cristiani di san Tommaso nel 1653
I cristiani di san Tommaso nel Kerala (anticamente chiamato Malankara) erano in comunione con la Chiesa d'Oriente (divisa più tardi in Chiesa cattolica caldea e Chiesa assira d'Oriente) e osservano la liturgia siriaca-orientale di tale chiesa, che aveva sede nella città mesopotamica di Seleucia-Ctesifonte. Dipendevano da essa anche per ricevere vescovi, l'ultimo dei quali, dipendente dalla Chiesa cattolica caldea, morì nel 1597.
Nonostante la secolare separazione fra la Chiesa d'Oriente, che non accettò le conclusioni del Concilio di Efeso (431), e le chiese dell'Impero romano, che le accettarono, le relazioni iniziali fra i cristiani di san Tommaso, con i loro vescovi persiani, e i portoghesi erano molto amichevoli.
Nel 1533 fu creata in India, con sede a Goa, una diocesi retta da un vescovo latino ma posta sotto il Patriarcato di Babilonia dei Caldei, creato nello stesso anno 1533 per la Chiesa cattolica di rito caldeo. Nel 1558 la diocesi di Goa fu elevata al rango di arcidiocesi metropolitana e nel 1565 Papa Pio IV, sotto pressione portoghese, separò la Chiesa cattolica in India dal patriarcato caldeo. Nel 1572 Goa fu dichiarata sede primaziale dell'Oriente (cioè di dove giungeva il potere portoghese in Oriente). Alla morte nel 1597 dell'ultimo dei vescovi mandati dalla chiesa caldea, i portoghesi non permettevano l'ingresso di altri.
Il sinodo di Diamper dei cristiani di san Tommaso (1599), convocato dall'arcivescovo di Goa Aleixo de Menezes, accettò una certa latinizzazione dei loro usi, ma conservò la propria liturgia, l'Anafora di Addai e Mari, quella del rito caldeo in lingua siriaca
Scontenti di sottostare a presuli di cultura diversa, i quali cercavano di cambiare i tradizionali usi locali, un gran numero dei cristiani di san Tommaso si riunirono nel 1653 e giurarono di non accettare mai più il governo dei gesuiti portoghesi. Pochi mesi dopo, per le mani di dodici presbiteri, consacrarono come loro vescovo, l'arcidiacono Thomas Parampil, denominandolo Mar Thomas. Dopo l'intervento di alcuni carmelitani, i due terzi dei cristiani di san Tommaso decisero di rimanere uniti con la Chiesa di Roma, mentre i sostenitori di Mar Thoma, che formarono ciò che poi prese in nome di Chiesa malankarese, decisero più tardi, dopo la conquista olandese del territorio nel 1663, di unirsi con la Chiesa ortodossa siriaca, una delle chiese ortodosse orientali, e di adottarne la fede miafisita e la liturgia.

### Dopo il XVII secolo
- 1757. Con l'inizio della supremazia nell'India della Compagnia britannica delle Indie orientali (Company Raj), è cominciata pure la presenza di chiese protestanti britanniche.
- 1772. Chiesa siriaca indipendente di Malabar si separa dalla Chiesa malankarese.
- 1813. Con il rinnovamento della Carta della Compagnia britannica si dà via libera, particolarmente nel nordest, alle attività di missionari presbiteriani, battisti ed altri.[54]
- 1876. Chiesa siro-malankarese Mar Thoma si separa dalla Chiesa malankarese
- 1908. Chiesa siro-caldea d'Oriente si unisce con la Chiesa assira d'Oriente
- 1912. La Chiesa malankarese si divide in Chiesa ortodossa siriaca del Malankara autocefala e Chiesa cristiana siriaca giacobita autonoma, ancora dipendente dal Patriarcato di Antiochia
- 1930. Chiesa cattolica siro-malankarese si separa dalla Chiesa ortodossa siriaca del Malankara e si unisce con la Chiesa cattolica
- 1947. Chiesa dell'India del Sud formata per fusione di varie chiese protestanti
- 1961. Chiesa evangelica di San Tommaso se separa dalla Chiesa siro-malankarese Mar Thoma
- 1970. Chiesa dell'India del Nord formata per fusione di varie chiese protestanti

## Tabelle riassuntive
| Stati                           | Popolazione   | Cristiani (%) | Popolazione cristiana (in numeri assoluti) |
| ------------------------------- | ------------- | ------------- | ------------------------------------------ |
| India                           | 1.210.854.977 | 2,30          | 27.819.588                                 |
| Nagaland                        | 1.978.502     | 87,93         | 1.739.651                                  |
| Mizoram                         | 1.097.206     | 87,16         | 956.331                                    |
| Meghalaya                       | 2.966.889     | 74,59         | 2.213.027                                  |
| Manipur                         | 2.855.794     | 41,29         | 1.179.043                                  |
| Arunachal Pradesh               | 1.383.727     | 30,26         | 418.732                                    |
| Goa                             | 1.458.545     | 25,10         | 366.130                                    |
| Isole Andamane e isole Nicobare | 380.581       | 21,28         | 80.984                                     |
| Kerala                          | 33.406.061    | 18,38         | 6.141.269                                  |
| Sikkim                          | 610.577       | 9,91          | 60.522                                     |
| Puducherry                      | 1.247.953     | 6,29          | 78.550                                     |
| Tamil Nadu                      | 72.147.030    | 6,12          | 4.418.331                                  |
| Tripura                         | 3.673.917     | 4,35          | 159.882                                    |
| Jharkhand                       | 32.988.134    | 4,30          | 1.418.608                                  |
| Assam                           | 31.205.576    | 3,74          | 1.165.867                                  |
| Odisha                          | 41.974.218    | 2,77          | 1.161.708                                  |
| Chhattisgarh                    | 25.545.198    | 1,92          | 490.542                                    |
| Karnataka                       | 61.095.297    | 1,87          | 1.142.647                                  |
| Andhra Pradesh                  | 84.580.777    | 1,34          | 1.129.784                                  |
| Punjab                          | 27.743.338    | 1,26          | 348.230                                    |
| Maharashtra                     | 112.374.333   | 0,96          | 1.080.073                                  |
| West Bengal                     | 91.276.115    | 0,72          | 658.618                                    |
| Gujarat                         | 60.439.692    | 0,52          | 316.178                                    |
| Uttar Pradesh                   | 199.812.341   | 0,18          | 356.448                                    |
| Bihar                           | 104.099.452   | 0,12          | 129.247                                    |

| Anglicano                 | Anglicano                        | Siriaco occidentale               | Siriaco occidentale                    | Siriaco occidentale                    | Siriaco occidentale                | Siriaco occidentale               | Siriaco orientale                | Siriaco orientale            | Romano                  | Romano |
| Chiese anglicane          | Chiese anglicane                 | Chiese anglicane                  | Chiese ortodosse orientali             | Chiese ortodosse orientali             | Chiese ortodosse orientali         | Chiese cattoliche orientali       | Chiese cattoliche orientali      | Chiesa assira                | Chiesa cattolica latina |        |
| ------------------------- | -------------------------------- | --------------------------------- | -------------------------------------- | -------------------------------------- | ---------------------------------- | --------------------------------- | -------------------------------- | ---------------------------- | ----------------------- | ------ |
| Chiesa dell'India del Sud | Chiesa evangelica di San Tommaso | Chiesa siro-malankarese Mar Thoma | Chiesa siriaca indipendente di Malabar | Chiesa ortodossa siriaca del Malankara | Chiesa cristiana siriaca giacobita | Chiesa cattolica siro-malankarese | Chiesa cattolica siro-malabarese | Chiesa siro-caldea d'Oriente | Chiesa latina in India  |        |

| Nº | Nome                                   | Fedeli nel 2011 | Fondazione in India | Comunione                                               | Rito                                                      | Sede in India                                                   | Vertice                                                 | Note                     |
| -- | -------------------------------------- | --------------- | ------------------- | ------------------------------------------------------- | --------------------------------------------------------- | --------------------------------------------------------------- | ------------------------------------------------------- | ------------------------ |
| 1  | Chiesa cattolica siro-malabarese       | 2.345.911       | 52/1653             | Chiesa cattolica                                        | rito siriaco orientale o caldeo                           | Ernakulam (Cochin, Kochi), Kerala                               | George Alencherry (Arcivescovo maggiore)                | Cristiani di san Tommaso |
| 2  | Chiesa cattolica siro-malankarese      | 482.762         | 52/1930             | Chiesa cattolica                                        | rito siriaco occidentale                                  | Thiruvananthapuram (Trivandrum, nel Kerala)                     | Arcivescovo maggiore cardinale Isaac Cleemis Thottunkal | Cristiani di san Tommaso |
| 3  | Chiesa latina in India                 | 932.733         | 1498                | Chiesa cattolica                                        | Rito romano                                               | Arcidiocesi di Verapoly a Ernakulam (Cochin, Kochi, nel Kerala) | Arcivescovo Joseph Kalathiparambil                      |                          |
| 4  | Chiesa cristiana siriaca giacobita     | 482.762         | 52/1653/1912        | Chiesa ortodossa siriaca di Antiochia                   | rito siriaco occidentale                                  | Puthencruz a Kochi (Kerala)                                     | Mar Baselios Thomas I                                   | Cristiani di san Tommaso |
| 5  | Chiesa ortodossa siriaca del Malankara | 493.858         | 52/1653/1912        | Chiese orientali antiche                                | rito siriaco occidentale                                  | Kottayam (Kerala)                                               | Baselios Mar Thoma Paulose II                           | Cristiani di san Tommaso |
| 6  | Chiesa siro-malankarese Mar Thoma      | 405.089         | 52/1889             | Chiesa Anglicana                                        | rito siriaco occidentale                                  | Thiruvalla (Kerala)                                             | Joseph Mar Thoma                                        | Cristiani di san Tommaso |
| 7  | Chiesa dell'India del Sud              | 274.255         | 1947                | Anglicani, Congregazionalisti, Metodisti, Presbiteriani | Rito anglicano                                            | Chennai (Tamil Nadu)                                            | Thomas K Oommen                                         |                          |
| 8  | Chiesa di Dio Pentecostale Indiana     | 213.806         | 1924                |                                                         | Nessuna liturgia formale (vedi culto del Pentecostalismo) | Kumbanad (Kerala)                                               |                                                         | Chiesa Pentecostale      |
| 9  | Chiesa evangelica di San Tommaso       | meno di 100.000 | 52/1961             | Chiese riformate                                        | rito siriaco occidentale                                  | Thiruvalla, Kerala                                              | Vescovo C. V. Mathew                                    | Cristiani di san Tommaso |
| 10 | Chiesa siro-caldea d'Oriente           | meno di 30.000  | 52/1908             | Chiesa assira d'Oriente                                 | rito siriaco orientale o caldeo                           | Thrissur (Kerala)                                               | Mar Aprem Mooken, Metropolita dell'India                | Cristiani di san Tommaso |
| 11 | Chiesa siro-malabarese indipendente    | meno di 10.000  | 52/1771             | Chiesa Anglicana                                        | rito siriaco occidentale                                  | Thozhiyur (Kerala)                                              | Metropolita Cyril Mar Basilius I                        | Cristiani di san Tommaso |